# Hamilton (lý thuyết điều khiển tự động)
Hamilton của lý thuyết điều khiển tối ưu được phát triển bởi Lev Pontryagin như là một phần của nguyên lý cực đại của ông. Nó được lấy cảm hứng từ, nhưng là khác biệt với, Hamilton của cơ học cổ điển. Pontryagin đã chứng minh rằng một điều kiện cần cho việc giải quyết bài toán điều khiển tối ưu là điều khiển nên được lựa chọn để cực tiểu hóa Hamilton. Để biết chi tiết hãy xem bài nguyên lý cực đại Pontryagin.

## Ký hiệu và phát biểu của bài toán
Một điều khiển {\displaystyle u(t)} được lựa chọn để cực tiểu hóa hàm mục tiêu
{\displaystyle J(u)=\Psi (x(T))+\int _{0}^{T}L(x,u,t)dt}
trong đó {\displaystyle x(t)} là trạng thái của hệ thống, mà bao gồm các phương trình trạng thái
{\displaystyle {\dot {x}}=f(x,u,t)\qquad x(0)=x_{0}\quad t\in [0,T]}
và điều khiển phải thỏa mãn các hạn chế
{\displaystyle a\leq u(t)\leq b\quad t\in [0,T]}

## Định nghĩa Hamilton
{\displaystyle H(x,\lambda ,u,t)=\lambda ^{T}(t)f(x,u,t)-L(x,u,t)\,}
trong đó {\displaystyle \lambda (t)} là một vector của các biến costate của cùng kích thước như các biến trạng thái {\displaystyle x(t)}.
Để biết thêm thông tin về các thuộc tính của Hamilton, xin xem bài  Nguyên lý cực đại Pontryagin.

## Hamilton trong thời gian rời rạc
Khi bài toán được xây dựng trong thời gian rời rạc, Hamilton được định nghĩa là:
{\displaystyle H(x,\lambda ,u,t)=\lambda ^{T}(t+1)f(x,u,t)-L(x,u,t)\,}
và các phương trình costate là
{\displaystyle \lambda (t+1)=-{\frac {\partial H}{\partial x}}+\lambda (t)}
(Lưu ý rằng Hamilton thời gian rời rạc tại thời điểm t liên quan đến biến costate tại thời điểm {\displaystyle t+1.} chi tiết nhỏ này là điều cần thiết để khi chúng ta lấy vi phân đối với {\displaystyle x} chúng ta có được một số hạng liên quan đến  {\displaystyle \lambda (t+1)} ở phía bên phải của hệ phương trình costate. Sử dụng một quy ước sai ở đây có thể dẫn đến kết quả không chính xác, tức là một phương trình costate mà không phải là một phương trình vi phân ngược).

## Hamilton của điều khiển so với Hamilton của cơ học
William Rowan Hamilton định nghĩa Hamilton như một hàm ba biến:
{\displaystyle {\mathcal {H}}={\mathcal {H}}(p,q,t)=\langle p,{\dot {q}}\rangle -L(q,{\dot {q}},t)}
trong đó {\displaystyle {\dot {q}}} được định nghĩa ngầm bởi
{\displaystyle p={\frac {\partial L}{\partial {\dot {q}}}}}
Hamilton sau đó đã xây dựng hệ phương trình của mình như sau
{\displaystyle {\frac {d}{dt}}p(t)=-{\frac {\partial }{\partial q}}{\mathcal {H}}}
{\displaystyle {\frac {d}{dt}}q(t)=~~{\frac {\partial }{\partial p}}{\mathcal {H}}}
Tương tự như các Hamilton của lý thuyết điều khiển (như thường được định nghĩa) là một hàm gồm 4 biến
{\displaystyle H(q,u,p,t)=\langle p,{\dot {q}}\rangle -L(q,u,t)}
và các điều kiện liên quan cho một cực đại hóa là
{\displaystyle {\frac {dp}{dt}}=-{\frac {\partial H}{\partial q}}}
{\displaystyle {\frac {dq}{dt}}=~~{\frac {\partial H}{\partial p}}}
{\displaystyle {\frac {\partial H}{\partial u}}=0}
Định nghĩa này đồng ý với quan điểm đưa ra bởi bài viết của Sussmann và Willems. (Xem trang 39, phương trình 14). Sussmann-Willems cho thấy làm thế nào Hamilton điều khiển có thể được sử dụng trong các động lực học, ví dụ cho bài toán đường đoản thời, nhưng không đề cập đến các công trình trước đó của Carathéodory về cách tiếp cận này.